# Villainville
Villainville é uma comuna francesa na região administrativa da Normandia, no departamento de Sena Marítimo. Estende-se por uma área de 3,68 km². Em 2010 a comuna tinha 301 habitantes (densidade: 81,8 hab./km²).